# Mắm rươi

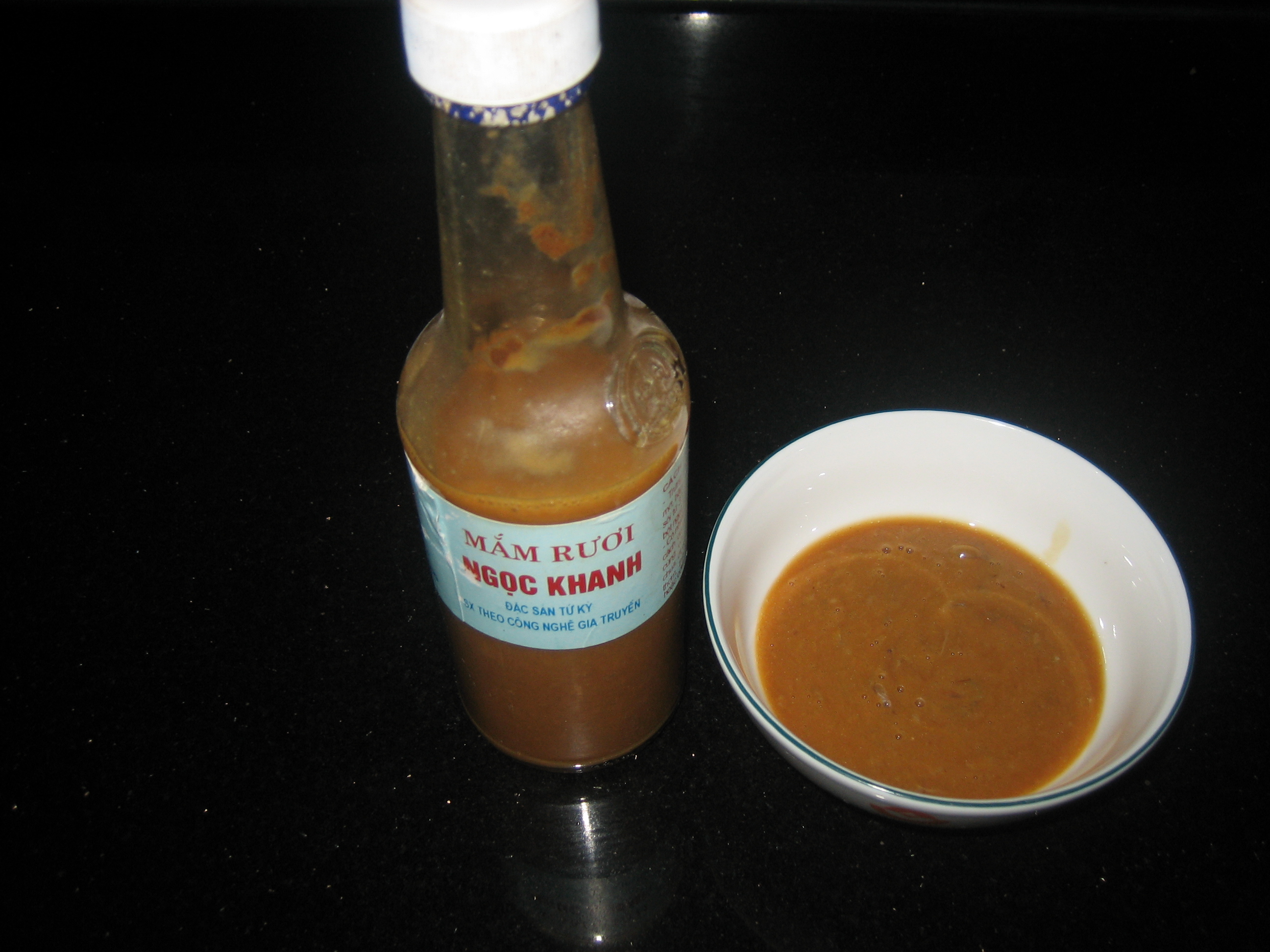
Một chai mắm rươi thành phẩm được sản xuất tại Tứ Kỳ, Hải Dương và bát mắm rươi

Mắm rươi là một loại mắm làm từ rươi, một trong những loại mắm ngon nổi tiếng của người dân vùng ven biển Việt Nam và cả thị dân Hà Nội một thời, thường dùng để chấm các món ăn như các loại rau, thịt ba chỉ luộc, tôm he, ruốc bông.

## Nguyên liệu
Tại vùng Ba Động, Duyên Hải, Trà Vinh rươi thường được làm thành nước mắm. Công thức chế biến mắm rươi của cư dân Trà Vinh rất đơn giản, chỉ gồm rươi, muối ăn, nước sạch. Lượng nước được cho vào để khiến hũ rươi cho ra thành phẩm dạng lỏng, trung bình cứ tỷ lệ muối:rươi:nước là 5:1:4 (chẳng hạn 40 kg rươi sẽ đi với 8 kg muối và 20 lít nước sạch) sẽ ra thành phẩm là loại nước mắm tương đối đặc sánh.
Trong khi đó tại một số tỉnh duyên hải phía Bắc Việt Nam như Hưng Nguyên (Nghệ An);Thanh Hà, Tứ Kỳ (Hải Dương); Đông Triều (Quảng Ninh); An Lão, Kiến Thụy, Thủy Nguyên, Vĩnh Bảo (Hải Phòng), rươi thường được làm dạng mắm đặc với sự phối trộn cả vỏ quýt, gừng, muối rang vàng, rượu nếp và thính gạo.

## Cách làm
Quy trình làm nước mắm rươi tại Trà Vinh bắt đầu với việc làm sạch rươi bằng nước lã, nhặt hết rác bẩn, sau đó để nguyên con trút vào lu, khạp, hũ hoặc chum, pha muối với nước trút vào. Không được nút kín miệng dụng cụ đựng mắm mà đậy kín bằng vải xô có độ thưa thoáng nhất định. Đem phơi nắng khoảng 10 đến 15 ngày trở lên là ăn được. Tuy nhiên, sau đó người ta thường đậy thật kỹ để càng lâu mắm rươi sẽ càng ngon. Khi mắm rươi chín, ta có thể nhận thấy một đặc điểm là xác rươi phân hủy hổi lên trên bề mặt lu thành bãi đen xì, nhưng ruồi bọ không hề dám bén mảng đến. Vẹt lớp xác nổi lên trên mặt sẽ thấy nước mắm đặc sánh hiện ra màu vàng óng của mật ong, bốc mùi thơm dịu.
Với mắm rươi đặc theo cách làm truyền thống phía Bắc Việt Nam, rươi cũng được làm sạch nhưng sau đó được đánh, quấy nát thành bột, trộn muối theo tỷ lệ 600g rươi với 100g muối, cho vào hũ sành và đem phơi nắng. Sau khi vô hũ khoảng 3-4 tuần thì cho rượu với tỷ lệ 1 kg cho 1 chén sứ rượu và để tiếp đến 5-6 tuần thì cho bột thính gạo nếp với tỷ lệ 1 kg mắm cho 2 chén sứ. Được 7-8 tuần người chế biến lại cho bột gừng, bột vỏ quýt với tỷ lệ 1 kg mắm rươi cho 1 chén bột gừng, 1 chén bột vỏ quýt. Mắm ủ được 10 tuần thì chuyển mắm từ hũ sành sang chai, nút chặt, bọc ni-lông rồi tiếp tục phơi nắng và kể từ khi cho muối vào rươi phải phơi nắng liên tục trong 3 tháng thì mắm mới ăn được.

## Thưởng thức
Mắm rươi được ăn một cách đơn giản bằng cách vắt thêm tí chanh, dầm tí ớt là có thể dùng làm nước chấm cho các loại thức ăn rất ngon miệng, thậm chí chỉ trộn với cơm nguội ăn cũng rất ngon. Tuy nhiên, người sành điệu ăn mắm rươi hết sức cầu kỳ với những nguyên liệu khá phức tạp, bao gồm hàng chục thứ rau khác khau và có hai cách ăn chính là ăn mắm sống và mắm chưng:
- Mắm sống cho vào bát, trộn với vỏ quýt băm nhỏ, gừng non thái chỉ và lạc rang giã dập, rắc ít tôm he xé thật bông hoặc ít ruốc lên trên. Đĩa thịt ba chỉ hoặc thịt chân giò luộc thái mỏng để sẵn. Rau cần và rau cải cúc, hai loại rau không thể thiếu cho một bữa mắm rươi, được rửa sạch cắt khúc ngắn vừa ăn xếp trong đĩa. Ngoài ra có thể còn có rau húng thơm, xà lách, hành hoa cắt khúc, rau mùi. Khi ăn cho thịt và các loại rau vào bát, rưới mắm rươi lên trên, trộn đều và ăn. Cầu kỳ hơn thì có thể dùng lá nem gói các nguyên liệu trên chấm vào bát mắm rươi.
- Mắm chưng: cho mắm vào chưng với trứng, chút đường và rượu trắng, chưng gần đặc thì cho thêm vỏ quýt thái chỉ và lạc rang giã nhỏ vào. Món mắm chưng cũng ăn với các nguyên liệu (thịt ba chỉ, rau) tương tự như mắm sống ở trên, ngoài ra nếu ăn kèm một hai nhánh tỏi tươi sẽ thơm ngon hơn.

Vũ Bằng, trong chương 9 cuốn Ẩm thực Hà Nội cho rằng mắm rươi ăn với tôm he bông không có rau cần và rau cải cúc thì hỏng kiểu và ông nhận xét không thể nào quan niệm được một bữa mắm rươi "ra giáng" mà lại thiếu hai món rau quan yếu đó. Thiếu nó, thật y như một người đàn bà đẹp mà vô duyên: tẻ lắm

## Đánh giá
Bên cạnh những lời ca ngợi của Vũ Bằng trong chương 9 cuốn sách Ẩm thực Hà Nội, Lê Tân, trong Văn hóa ẩm thực ở Trà Vinh, khi bàn về mắm rươi đã nói: Các cụ già ở vùng Ba Động (thuộc Duyên Hải, Trà Vinh) ngày nay còn kể lại rằng: tương truyền ngày xưa khi Nguyễn Ánh bôn tẩu tới xứ này, được một phú hộ phục vụ, cho ăn toàn nước mắm rươi. Sau khi lên ngôi vua, hàng năm Gia Long vẫn cho ghe bầu vào Nam mua nước mắm rươi về ăn, theo cách gọi cung đình là vua ngự thiện. Bởi thế, nước mắm rươi còn có cái tên vương giả là nước mắm ngự.